# Bert Scheirlinckx

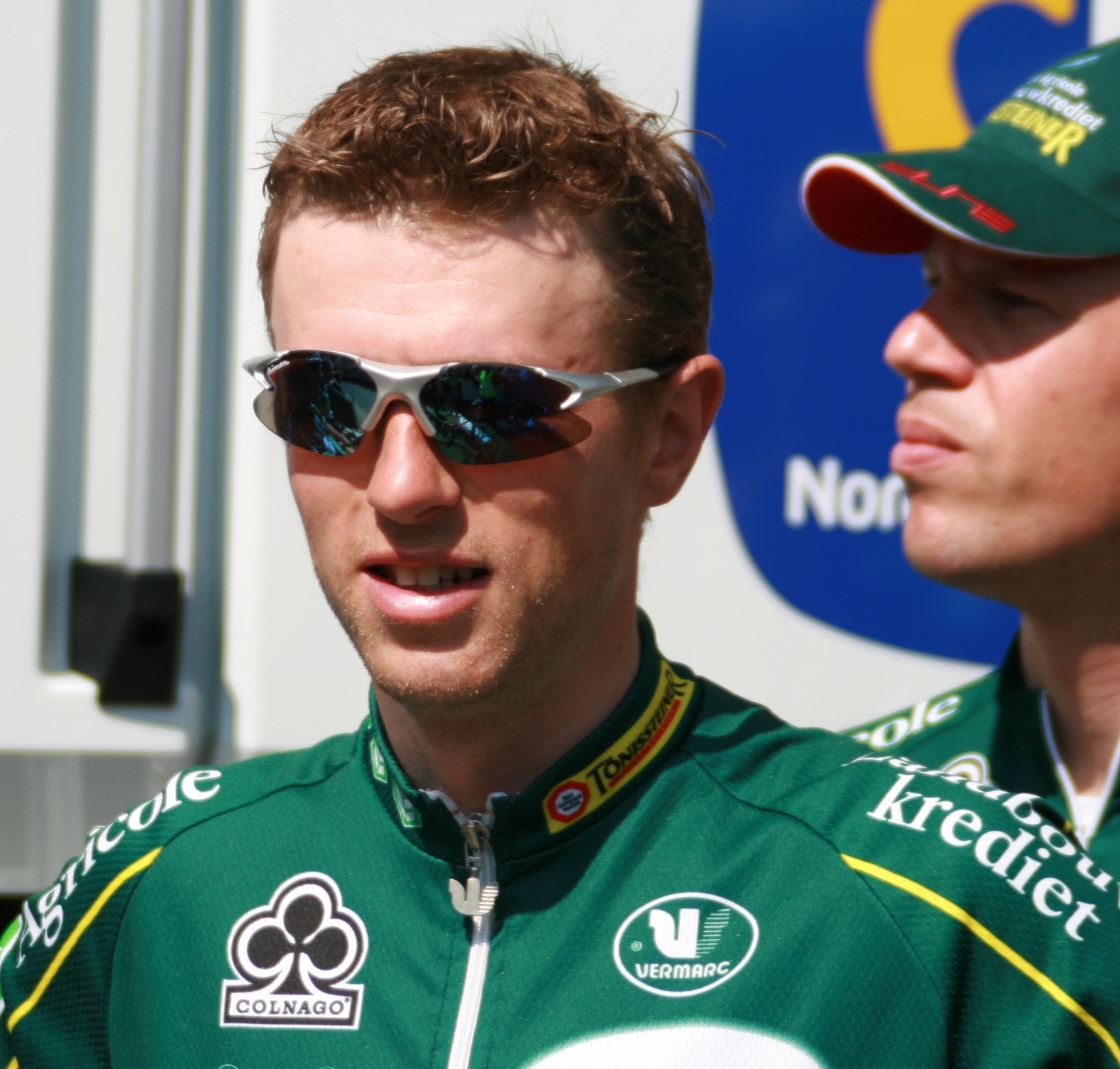
Bert Scheirlinckx (2008)

Bert Scheirlinckx (* 1. November 1974 in Zottegem) ist ein ehemaliger belgischer Straßenradrennfahrer.
Bert Scheirlinckx gewann 1999 auf dem Mountainbike die De Panne Beach Endurance. Daraufhin fuhr er Ende der Saison bei dem belgischen Radsportteam TVM-Farm Frites als Stagiaire. Im nächsten Jahr wurde er bei der Mannschaft Collstrop-De Federale Verzekeringen Profi. 2002 wechselte er zu RDM-Flanders, wo er eine Etappe der Tour of Japan gewann und Dritter der Gesamtwertung wurde. In der Saison 2006 ging er dann zu Jartazi-7Mobile, wo er den Stadsprijs Geraardsbergen für sich entschied. Von 2007 bis 2011 fuhr Scheirlinckx für das belgische Professional Continental Team Landbouwkrediet. 2008 gewann er Dwars door het Hageland, welches damals noch nicht zum UCI-Kalendar gehörte. Im Jahr darauf wurde er unter anderem 19. bei der Ronde van Vlaanderen und 18. bei Paris–Roubaix. In der Saison 2011 gewann Bert Scheirlinckx den Grand Prix Pino Cerami.
Zusammen mit seiner Freundin Caroline hat er einen Sohn. Bert Scheirlinckx ist der Bruder von Staf Scheirlinckx, der ebenfalls ein ehemaliger Radprofi ist.

## Erfolge
2002
- eine Etappe Tour of Japan

2011
- Grand Prix Pino Cerami
- Internationale Wielertrofee Jong Maar Moedig

## Teams
- 1999 TVM-Farm Frites (Stagiaire)
- 2000 Collstrop-De Federale Verzekeringen
- 2001 Collstrop-Palmans
- 2002 RDM-Flanders
- 2003 Flanders-iTeamNova
- 2004 Flanders-Afin.com
- 2005 Flanders
- 2006 Jartazi-7Mobile
- 2007–2008 Landbouwkrediet-Tönissteiner
- 2009 Landbouwkrediet-Colnago
- 2010–2011 Landbouwkrediet
- 2012 Geofco-Ville d’Alger